# Заречное (Тайшетский район)
Заре́чное — село в Тайшетском районе Иркутской области России. Административный центр Зареченского муниципального образования.

## География
Село находится на расстоянии примерно 39 км к северу от города Тайшет, административного центра района.

## Население
| 2002 | 2010 | 2011 | 2012 |
| ---- | ---- | ---- | ---- |
| 250  | ↗333 | ↘332 | ↘330 |

### Половой состав
По данным Всероссийской переписи, в 2010 году в селе проживали 333 человека (156 мужчин и 177 женщин).